# 공박
《공박》은 레드덕이 제작하고 엔트리브에서 배급하는 팀 플레이 족구 게임이다. CBT때 족구라는 소재로 관심을 받기 시작했으며, 2007년 11월 말부터 OBT를 시작하였다. <3 vs 3>, <2 vs 2>, <AI Mode>가 있으며, 대체로 <3 vs 3>을 선호하는 편이였다. 포지션에는 득점을 담당하는 공격, 공격수에게 공을 올려주는 도움, 적의 공격을 방어하는 수비로 구성되어 있지만, 상대팀원의 공격차례일 때에는 공격, 도움, 수비라는 포지션이 적용되지 않고 팀원 전원이 수비를 하게 된다. 이 때 나타나는 차이점이라고는 수비영역 스킬에 투자여부에 달려있는 것이다.
그러나 공박은 서비스가 진행될 수록 신규유저 수용이 어려워지게 되고, 콘텐츠 부족으로 인해, 매니아들의 게임으로 전락하고 말았고, 오픈베타 중 게임이 진행 중인 방이 10개도 안될 정도로 접속률이 대폭 감소하였다. 이후 2008년 6월 공박의 운영진들은 공박 서비스 업데이트를 잠정 중단한다고 선언하였고, 이는 2009년 4월 서비스 종료 시까지 계속 연이어져 왔다. 그리고 2009년 4월 10일을 기점으로 서비스를 종료하게 된다.

### 캐릭터
공박에서 할 수 있는 캐릭터는 기본적으로 4명이지만 2008년 4월 신규 캐릭터 레이나를 업데이트 하였다. 그러나 레이나는 보조캐릭터(일명 부캐릭)에서만 생성이 가능했다. 다음은 공박에서 플레이 할 수 있었던 캐릭터 정보이다.
- 김장철 : 18세. 공격형-밸런스 캐릭터. 가장 무난한 스텟을 보유하고 있으며, 어느 포지션에서도 쉽게 플레이 할 수 있는 장점을 가지고 있다. 수련하러 떠난 아버지를 찾고 있다.
- 안지수 : 18세. 수비형-밸런스 캐릭터. 레이나가 등장하기 전까지는, 공박 캐릭터 내에서 홍일점을 담당하였다. 동갑내기인 김장철에게 호감을 가지고 있지만, 직접적으로 드러내지 않는다. 정확성이 가장 좋기 때문에 주로 도움수나 수비수에 적합한 캐릭터.
- 나영민 : 12세. 수비형-스피드 캐릭터. 재벌 그룹의 아들이라는 컨셉을 가지고 있으며, 예의가 없는게 특징. 그러나 미모의 여성이 안지수라는 것을 알아내고 그녀를 위해 모든 것을 바치려고 하는 올인형 타입. 모든 캐릭터를 통틀어서 가장 빠른게 특징이라 수비수에 가장 적절한 캐릭터지만, 공격수 역할을 하기에는 파워가 약하다.
- 조덕배 : 34세. 공격형-파워 캐릭터. 전직 프로레슬링 선수. 캐릭터 중에서 가장 연령이 높다. 파워가 가장 좋기 때문에 공격수에 가장 적합한 캐릭터지만, 그만큼 스피드는 가장 느리기 때문에 수비수로 넣기에는 답답한 캐릭터.
- 레이나 : 20대 추정. 공격형-파워 캐릭터. 보조캐릭터에서만 생성이 가능하며, 파워가 좋기 때문에 공격수로 성장시키기에 적절한 캐릭터.

## 공격
- 스파이커의 여유 : 스파이크 시 소모되는 스태미너량이 감소한다.
- 스파이커 조준능력 : 스파이크 시 조준점의 이동속도를 상승시켜 좀 더 광범위한 곳에 스파이크를 할 수 있다.
- 정확한 스파이크 : <공격계열 스킬 수치 합계 5이상> 스파이크 시 공을 조준점으로 정확하게 차는 능력이 향상된다.
- 로빙 킥 : <공격계열 스킬 수치 합계 5이상> 스파이크 시 상대편의 키를 넘겨 후방을 공격하는 로빙 킥을 구사한다.
- 드롭 킥 : <공격계열 스킬 수치 합계 9이상> 스파이크 시 공을 네트 앞에서 급격하게 떨구는 드롭킥을 구사하지만 네트에 1미터 안으로 붙지 않으면 일반 킥이 나간다.
- 스파이크 파워 : <공격계열 스킬 수치 합계 9이상> 스파이크 시 공의 세기가 빨라진다.
- 스파이크 서브 : <공격계열 스킬 수치 합계 13이상> 서브 시 스파이크로 서브를 하게 되며, 풀 차징 시 일정 확률로 띠용을 유발하여 리시브 실수를 하게 만들지만, 게이지가 일정수치에 도달하지 않으면 서브 실책으로 상대편이 득점한다.
- 회전 : <스킬 수치 합계 14이상> 스파이크 시 일정 확률로 공이 회전에 걸리게 된다. 회전에 걸린 공은 땅에 부딪친 후 임의의 각도로 틀어진다.
- 파워 로빙 킥 : <선행스킬 : 로빙 킥 마스터, 공격계열 스킬 수치 합계 14 이상> 로빙 킥의 파워가 증가한다.
- 파워 드롭 킥 : <선행스킬 : 드롭 킥 마스터, 공격계열 스킬 수치 합계 17 이상> 드롭 킥의 강력해져 공이 더욱 급격하게 떨군다.

## 도움
- 토서의 여유 : 토스 시 소모된 스태미너량을 회복시킨다.
- 토스 조준능력 : 토스 시 조준점의 이동속도를 상승시켜 좀 더 광범위한 곳에 토스를 할 수 있다.
- 정확한 토스 : <도움계열 스킬 수치 합계 5이상> 토스 시 조준점으로 공을 정확하게 차는 능력이 향상된다.
- 기습 : <도움스킬 수치 합계 5이상> 토스 시 토스를 하지 않고 곧바로 상대편에게 공격을 한다.
- 타력 : <도움스킬 수치 합계 9이상> 공에 일정 확률로 타력을 싣게 되며, 타력이 걸린 공을 스파이크 하면 일정 확률로 공의 속도가 증가한다.
- 고공토스 : <도움스킬 수치 합계 9이상> 토스 시 공의 높이가 상승하여 스파이크가 쉽도록 한다.
- 후위공격 : <도움스킬 수치 합계 13이상> 토스 시 뒤쪽으로 토스하면 가능한 스킬. 네트에서 멀리 떨어진 곳으로 보낼수록 스파이커의 공격이 강력해 진다.
- 혼란 : <도움스킬 수치 합계 14이상> 토스 시 일정 확률로 혼란을 실어 토스하는 스킬. 이 공을 스파이크 하면 일정 확률로 리시버의 실수를 유발한다.
- 기습 강화 : <선행스킬 : 기습 마스터, 도움스킬 수치 합계 14이상> 토스 시 더욱 강력하고 빠른 기습공격을 하게 된다.
- 기절  : <선행스킬 : 타력 마스터, 도움스킬 수치 합계 17이상> 토스 시 기절효과를 부여하며, 이를 받은 리시버는 잠시 기절하여, 아무것도 할 수 없게 된다.

## 수비
- 리시버의 여유 : 리시브 시 회복되는 스태미너가 증가한다.
- 리시브 조준능력 : 리시브 시 조준점의 이동속도를 상승시켜 좀 더 광범위한 곳에 리시브한 공을 보낼 수 있다.
- 정확한 리시브 : <수비계열 스킬 수치 합계 5이상> 리시브 시 조준점으로 공을 정확하게 차는 능력이 향상된다.
- 헛차기 : <수비계열 스킬 수치 합계 5이상> 공격 속임 동작을 취한다. 아군 스파이커의 공격 시 상대편의 수비 타이밍을 빼앗을 수 있다. 스킬 레벨이 높을수록 스테미너가 적게 소모된다.
- 리시브 안정도 : <수비계열 스킬 수치 합계 9이상> 공을 안정적으로 받아내는 수련을 하여 실수 확률을 낮춘다.
- 반격 : <수비계열 스킬 수치 합계 9이상> 스파이크로 날아오는 공을 논스톱 스파이크로 돌려 보낸다. 스킬 레벨이 높을수록 공의 속도는 빨라진다.
- 필살기 반사 : <수비계열 스킬 수치 합계 9이상> 상대편의 필살기나 초필살기를 받아냈을 경우 같은 필살기를 사용할 수 있게 된다. 일반적으로 필살기 성공하게 되면 2점을 얻는다.
- 급가속 : <수비계열 스킬 수치 합계 13이상> Shift를 누르고 있는 동안 캐릭터의 이동속도가 빨라진다. 급가속 후에는 스테미너가 소모되며 스킬 레벨이 높을수록 소모되는 스테미너량은 줄어든다.
- 슬라이딩 : <수비계열 스킬 수치 합계 13이상> 일반 수비영역 밖의 공을 받아낼 때, 자동으로 사용되며 수비영역이 넓어진다.
- 멧집 : <수비계열 스킬 수치 합계 15이상> 기절에 대한 저항능력이 향상된다.
- 초필살기 반사 : <선행스킬 : 필살기 반사 마스터, 수비계열 스킬 수치 합계 18이상> 상대편의 필살기나 초필살기를 받아냈을 경우 필살기 반사에서 초필살기 반사로 발동되며, 초필살기를 성공하게 되면 3점을 얻는다.

## 필살기의 발동조건
공박에서 필살기를 사용하여 성공하면 2점이 추가된다. 하지만 이런 필살기 발동에도 다음 조건을 충족시켜야 한다. 발동조건은 캐릭터 생성 시 직접 선택할 수 있다. 이상적인 조합은 <선도-도발-역경>, <선도-도발-폐쇄>이다.
- 선도 : 아군이 첫 득점을 하였을 때 발동된다. 주로 초반의 점수 차이를 벌리기 위해 <선도>를 선택하는 유저들이 많았다. 발동 이후 3턴 동안 사용하지 않으면 소멸된다.
- 도발 : 상대편의 첫 필살기를 사용할 때 발동되며, 성공과 실패여부는 상관없다. <도발>을 선택하는 유저들은 팀의 중반부에서 점수를 내기위해 선택한다. 발동 이후 3턴 동안 사용하지 않으면 소멸된다.
- 역경 : 상대편이 7점을 먼저 냈을 때 발동된다. <역경>을 선택하는 유저들은 지고있는 상황을 뒤집기 위해 선택한다. 발동 이후 4턴 동안 사용하지 않거나 점수가 역전되면 소멸된다.
- 폐쇄 : 우리편이 7점을 먼저 냈을 때 발동된다. 게임의 후반부나 마무리를 위해 <폐쇄>를 선택하지만, 실제로 <폐쇄>를 선택하는 유저는 많지 않았다고한다. 폐쇄는 3턴 동안 사용하지 않으면 소멸된다.

## 특수능력
- 외침 : 순간적으로 우리편의 집중력을 향상시킬 수 있는 구호를 외치며, 수비수의 실수확률이 0%가 된다.
- 응원 : 경기 중 응원을 펼친다. 우리팀 전원의 스테미너가 회복되며, 응원 중 이동하게 되면 응원은 취소가 되며, 서브 이후 사용이 가능하다.
- 은신 : 5초간 상대팀에게 자신의 모습을 숨긴다. 우리편에게는 반투명하게 보인다.
- 통찰 : 상대의 심리를 꿰뚫어 보며, 3초간 상대편의 조준점을 볼 수 있게된다. 대개 상대편이 토스하는 기점에서 발동하는 것이 적절하다.

## 역대 공박 길드
다음은 공박이 서비스하는 동안 이름을 날린 길드들이다.
- KEYPLATER'S : 현재 네이버 카페는 존재하지 않지만, 현존하는 공박 길드 중 최다 길드원을 보유하고 있었다. 공박스킬계산기의 제작자 Krista가 여기 소속이였다.
- SGMC : 사고뭉치의 자음을 딴 길드. 유일하게 네이버 카페가 남아있지만 활동은 잠정 중단된 상태이다. 공박 서비스 중단 반대서명운동을 한 세계대표리시버, 공박 서비스 중단 반대 UCC제작자 Aviter, 서비스 중단되기 전 마지막으로 유저들 만의 리그를 개최한 개최자 fsforce가 여기 소속이였다.
- 족발이 : 도움수의 스킬 후위공격의 정석을 보여주는 길드. 후위공격 스킬은 뒤에서만 발동되지만, 족발이 길드의 길드원들이 스킬을 연구한 끝에 개발해낸 스킬이 족발이이다. 후위공격을 앞으로 토스하여 더 강력한 공격을 보여주었다. 대표적인 멤버로는 족구왕딩요가 있었다.